# Sucot

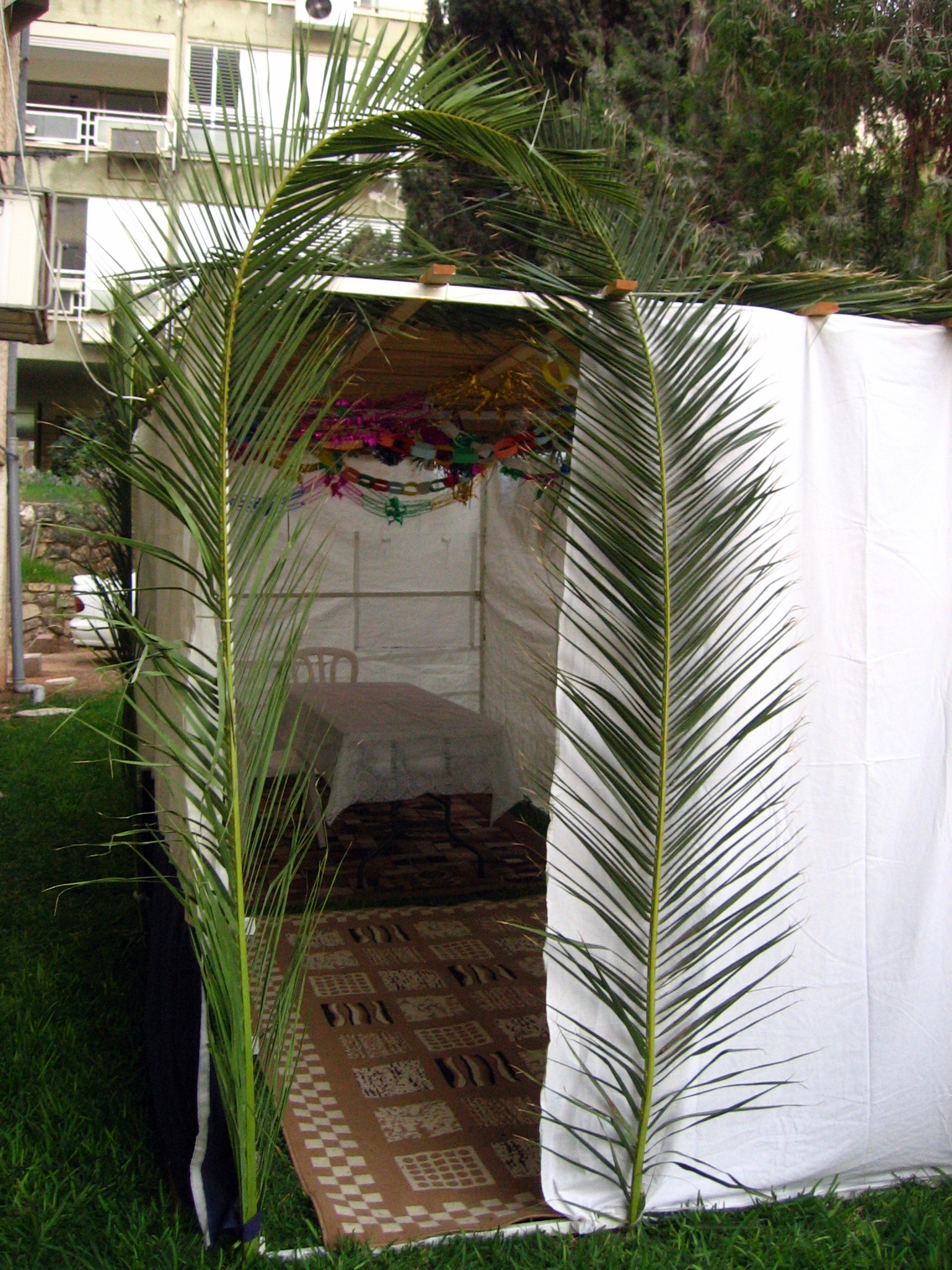
Sucá en Herzlia.

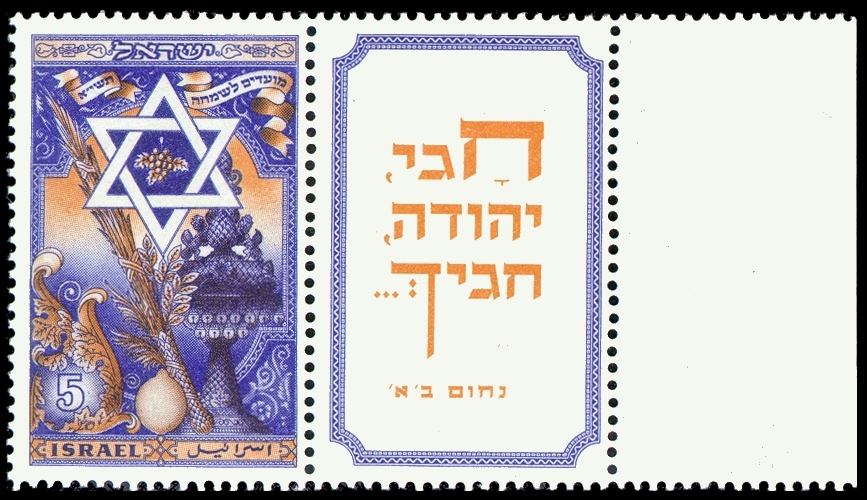
Arthur Szyk, Composición con estrella de David, las cuatro especies de las primicias de Israel e inscripción hebrea « Celebra tus fiestas, Judá » (Nahúm 2:1), 1950.

Sucot (en hebreo, סֻכּוֹת —sin puntuación diacrítica, סוכות, sukkōt—, «cabañas» o «tabernáculos») es una festividad judía, llamada también Fiesta de las Cabañas o Fiesta de los Tabernáculos, que se celebra a lo largo de siete días en Israel (del 15 al 22 de Tishréi, en septiembre-octubre) y ocho días en la diáspora judía (hasta el 23 de ese mes).
Es una festividad de origen bíblico que rememora las vicisitudes del pueblo israelita durante su deambular por el desierto, y la precariedad de sus condiciones materiales simbolizada por el precepto de morar en una cabaña provisoria o sucá, tras el abandono de la esclavitud en Egipto: «A los quince días de este mes séptimo será la fiesta solemne de los tabernáculos a Elohim por siete días» (Levítico).
Junto a las de Pésaj y Shavuot, es considerada una de las festividades más importantes del judaísmo (por ser una de las tres peregrinaciones), en las que se acostumbraba —en la época del templo de Jerusalén— peregrinar a Jerusalén, más precisamente al templo de Jerusalén, quedando prácticamente vacío todo el reino de Israel.
Esta festividad consiste en días no laborables (uno en Israel, dos en el resto del mundo) y cuatro días festivos laborables (cinco en Israel). Estos son seguidos por la fiesta de Shemini Atzeret y Simjat Torá, considerada una festividad distinta de Sucot, constituida por dos días no laborables (uno en Israel, dos en el resto del mundo). Los días festivos no laborables tienen las mismas prescripciones que el sabbat, con la diferencia de que en Sucot está permitido cocinar y cargar cosas en áreas públicas sin necesidad de un eruv.

## Las cuatro especies

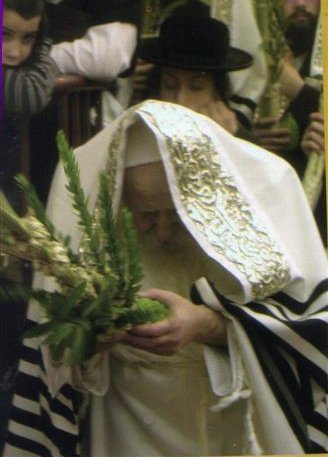
El Rebe de Tosh agitando el lulav.

De las mitzvot que se observan en esta fiesta es reunir las primicias de las cuatro especies o Arbaat Haminim, compuestos por el lulav, una hoja de palma cerrada; el etrog y un fruto de cidro; los hadasim, por otra parte, incluyen tres hojas de mirto; y las aravot, por último, algunas hojas de sauce. El origen de este mandamiento está en Levítico (23:40): «Y tomen el primer día ramas con fruto de árbol hermoso, ramas de palmeras, ramas de árboles frondosos, y sauces de los arroyos, y regocíjense delante del Señor su Elohim por siete días».
El rezo de la mañana de los 7 días de la fiesta —exceptuando el sábado— se lleva a cabo la ceremonia de Netilat Lulav o Agitar el Lulav, en la cual se toman los Arbá Miním y se agitan a los cuatro puntos cardinales acompañado por un movimiento hacia arriba y hacia abajo. Esta ceremonia se lleva a cabo durante la recitación del Halel compuesto de los salmos 113—118.

## En la Torá
Después de Yom Kipur venía la fiesta de la cosecha o de los tabernáculos, para celebrar la terminación del ciclo agrícola con la vendimia y la cosecha de aceitunas. Durante esta fiesta, la gente vivía en «tabernáculos» o enramadas de ramas verdes, en conmemoración de su anterior peregrinación como nómadas (Levítico 23: 34-43; Deuteronomio 16: 13-15). Esta fiesta se iniciaba con un día de reposo ceremonial el día 15 de Tishri, y duraba 7 días. Era seguida inmediatamente de otro día de reposo, una «santa convocación», el día 22 (podría llamarse la octava de los tabernáculos). La fiesta de la cosecha era la tercera de las fiestas anuales, cuando debían reunirse todos los varones de Israel en Jerusalén (véase Éxodo 23:16-17; 34:22-23).

## Simjat Beit Hashoevá
Otra costumbre de la fiesta, durante las noches de los días intermedios no laborales, es hacer un festejo con música
tradicional y baile denominado simjat beit hashoevá que conmemora la ofrenda anual de agua que se llevaba al templo en un ambiente alegre y festivo.

## Tabla de celebraciones en Tishrei
Mes séptimo: Tishrei.
| Yom Teruah      | 2        | 3         | 4        | 5        | 6        | 7        |
| 8               | 9        | Yom Kipur | 11       | 12       | 13       | 14       |
| Sucot           | 16 Sucot | 17 Sucot  | 18 Sucot | 19 Sucot | 20 Sucot | 21 Sucot |
| Shemini Atzeret | 23       | 24        | 25       | 26       | 27       | 28       |
| 29              | 30       |           |          |          |          |          |

El color morado significa que aunque no sea sábado, se considera sábado dado que es una santa convocación. El libro Vayikra menciona que los israelitas no debían hacer trabajo en este día.